# Аусангате
Невадо-Аусангате или просто Аусангате (исп. Nevado Ausangate, кечуа Awsanqati) — гора высотой 6372 м над уровнем моря, расположена в позвоночнике Кордильера-де-Вильканота в Перуанских Андах, в 100 км к юго-востоку от города Куско. Эта гора является самой высокой вершиной региона Куско (Перу).
Аусангате играла большое значение в мифологии инков окрестных районов, согласно легендам, эта гора была источником мужской «энергии», которые оплодотворяли мать-землю Пачамаму. Сейчас у северного склона горы ежегодно проводится праздник Кильюр-Рити (кечуа Quyllur Rit'i — «звёздный снег») перед католическим праздником тела Христова, Кильюр-Рити посещают тысячи индейцев из окрестных поселений.